# شاهيناز جاويش
شاهيناز جاويش هي إعلامية مصرية ومُقدمة برنامج «صباح الخير يا مصر» منذ عام 2012 حتى عام 2017، الذي يُعرض عبر القناة الأولى وقدمت النسخة الجديدة من صباح الخير يا مصر من 2018 وحتى عام 2020 كمذيعة رئيسيه للبرنامج بالتبادل مع الإعلامى تامر شلتوت وذلك طوال أيام الاسبوع، أنضمّت إلى ماسبيرو في عام 2009 وقدمت النشرة الجوية والرياضية لسنوات، وشاركت في عدد من البرامج على شاشة القناة الأولى

## مسيرتها العلمية
حصلت على بكالوريوس الإعلام قسم الإذاعة والتليفزيون من جامعة مصر للعلوم والتكنولوجيا كما حصلت أيضا على الدورة 36 في الإعلام العسكري من أكاديمية ناصر العسكريه

## مسيرتها الإعلامية
ألتحقت بقطاع الأخبار في عام 2008 ثم بدأت بأول برامجها التلفزيونية «على البحر» بالقناة الأولى المصرية للترويج عن السياحة والاماكن السياحية كما أجرت عده لقاءات مع السياح بمعظم المدن السياحية وبعد نجاحها الباهر في اولى برامجها تم ترشيحها لبرنامج أقصى سرعة والذي يتحدث عن السيارات وبسبب ثقة قيادات ماسبيرو في أداءها وثقافتها، قدمت النشرة الجويه ثم النشرة الرياضيه في نشره التاسعة على القناه الأولى المصرية شاركت في تقديم برنامج “صباح الخير يا مصر” منذ عام 2012، حينما اختارها الوزير أسامة هيكل لتطوير شكل البرنامج وكانت نقطه تحول في مشوارها الإعلامي وتقدم الآن برنامج صباحنا مصري، كما تقدم الآن النشرات الاخباريه على الفضائيه المصريه.

## البرامج التي قدمتها
| البرنامج                                  | عرض على                            | العام          |
| ----------------------------------------- | ---------------------------------- | -------------- |
| النشرة الجويه                             | القناه الاولى المصرية              | 2008           |
| النشرة الاخباريه                          | القناه الاولى المصرية              | 2008           |
| على البحر                                 | القناه الاولى المصرية              | 2009           |
| أقصي سرعه                                 | القناه الاولى المصرية              | 2010           |
| سهرات العيد                               | القناه الاولى المصرية              | 2010           |
| فلاش                                      | نايل دراما                         | 2016           |
| كلام اليوم                                | القناه الاولى المصرية قطاع الاخبار | 2010           |
| صباح الخير يا مصر                         | القناه الاولى المصرية              | 2017-2012      |
| صباح الخير يا مصر بعد تطوير القناه الاولى | القناه الاولى المصرية              | 2020-2018      |
| مساحه للرأي                               | القناه الاولى المصرية قطاع الأخبار | 2020           |
| قارئة نشرات سياسية                        | الفضائية المصرية                   | 2021-2020      |
| صباحنا مصرى                               | الفضائية المصرية                   | 2021- حتي الان |
| العيادة                                   | شبكة تليفزيون الحياة               | 2021- حتي الان |